# Nicandro Díaz González
Nicandro Díaz González (Monterrey, 9 de agosto de 1963 — Cozumel, 18 de março de 2024) foi um produtor mexicano de telenovelas.

## Biografia
Nicandro Díaz González começou sua trajetória profissional como assistente de produção nas telenovelas de Valentín Pimstein: Monte calvario e Rosa salvaje seguidas de Mi segunda madre, Simplemente María, La pícara soñadora e Carrusel de las Américas onde foi nomeado coordenador de produção.
Já em 1996 é nomeado produtor associado na telenovela de Lucero Suárez, intitulada Para toda la vida. Seu trabalho continua com Pedro Damián na telenovela juvenil Mi pequeña traviesa e posteriormente Preciosa.
Como produtor Nicandro tem entre seus grandes êxitos; Gotita de amor, Carita de ángel, ¡Vivan los niños!, Contra viento y marea, que foram líderes em suas transmissões no México e Estados Unidos; também obeteve grande índices de audiências com o remake de Destilando amor, que foi sucesso em diversos países da América Latina, recentemente, Nicandro produziu a telenovela Mañana es para siempre, Soy tu dueña e Amores verdaderos, que foram sucessos absolutos no país de origem e no Brasil, através do SBT, que exibiu diversas obras do mesmo. Pelo SBT, foi um dos mentores nas produções dos remakes brasileiros de duas obras suas: Carrossel e Carinha de Anjo, com ambas fazendo sucesso.
Nicandro vinha se destacando entre o produtores da Televisa, por seus roteiros com histórias intensas e de muita sensibilidade, que agradam muito os espectadores.

## Morte
O produtor faleceu aos 60 anos no dia 18 de março de 2024, com o anúncio sendo feito durante o programa Hoy, exibido no Las Estrellas. A causa da morte foi um acidente de jet ski no litoral do México. Antes de sua morte, foi lançada uma campanha, liderada por fãs, a família e pela TelevisaUnivision, empresa onde o autor trabalhava, pedindo uma doação de sangue pelos tipos O- ou AB-.

## Como Produtor e diretor
- Golpe de suerte (2023-2024)
- Mi camino es amarte (2022-2023)
- Mi fortuna es amarte (2021-2022)
- La mexicana y el güero (2020-2021)[7]
- Hijas de la luna (2018)
- El bienamado (2017)
- Hasta el fin del mundo (2014-2015)
- Amores verdaderos (2012-2013)
- Soy tu dueña   (2010)
- Mañana es para siempre (2008-2009)
- Destilando amor (2007)
- Contra viento y marea (2005)
- Corazones al límite (2004)
- ¡Vivan los niños! (2002-2003)
- Carita de ángel (2000-2001)
- Alma rebelde (1999)
- Gotita de amor (1998)

## Como Produtor associado
- Preciosa (1998)
- Mi pequeña traviesa (1997 - 1998)
- Para toda la vida (1996)

## Televisão
- 50 anos da telenovela: "Mentira y verdades" (2007)
- Celebremos México: Para amarte más.